# Collare d'oro al merito sportivo
Le Collare d'oro al merito sportivo (Collier d'Or du mérite sportif) est la plus haute distinction attribuée par le Comité national olympique italien.
Décerné depuis 1955, il est attribué chaque année, une seule fois au cours d'une carrière sportive, et n'a qu'un seul grade : l'Or.

## Attribution
Le Collier d'or du mérite sportif est décerné aux athlètes italiens qui ont obtenu des résultats ou des titres établis par le Conseil du CONI, tels que la victoire aux épreuves olympiques et aux championnats du monde ; aux directeurs sportifs qui ont honoré le sport italien pendant plus de 40 ans et qui détiennent l'étoile d'or du mérite sportif ; les clubs sportifs établis depuis au moins 100 ans et déjà détenteurs de l'étoile d'or du mérite sportif.
Le collier d'or du mérite sportif ne peut être décerné qu'une seule fois au cours d'une carrière sportive. Le récipiendaire du collier d'or ne peut recevoir aucune distinction de rang inférieur. Si un athlète, un dirigeant ou un club reçoit le Collier d'or pour la deuxième fois, un diplôme d'honneur lui est décerné, consistant en une plaque sur laquelle le Collier d'or est reproduit.

## Insignes

Ruban de l'étoile du mérite sportif de 1995 au 18 décembre 2014
Ruban de l'étoile du mérite sportif depuis le 18 décembre 2014